# 文敏 (裴謨氏)

文敏（1793年7月9日—？年），字子研，號靜樓，裴謨氏，清代政治人物，於嘉慶十五年庚午科順天鄉試中式第一百九十名舉人，乾隆癸丑年六月初二曰午時生。正藍旗滿洲五甲喇中元佐領下附學生。曾祖賦勒赫，刑部郎中。祖父斐成，福建九江府知府，父富兆，榆林分府。